# Epinephelus morio
Epinephelus morio é uma espécie de peixe da família Serranidae.
Pode ser encontrada nos seguintes países e territórios: Anguila, Antiga e Barbuda, Aruba, Bahamas, Barbados, Belize, Bermudas, Brasil, Colômbia, Costa Rica, Cuba, Curaçau, Dominica, Estados Unidos, Granada, Guadalupe, Guatemala, Guiana, Guiana Francesa, Haiti, Honduras, Ilhas Caimã, Ilha de São Martinho, Ilhas Virgens Britânicas, Ilhas Virgens Americanas, Jamaica, Martinica, México, Monserrate, Países Baixos Caribenhos, Nicarágua, Panamá, Porto Rico, República Dominicana, Santa Lúcia, São Bartolomeu, São Cristóvão e Neves, São Vicente e Granadinas, Suriname, Trindade e Tobago, Turcas e Caicos e Venezuela.
Os seus habitats naturais são: mar aberto, mar costeiro, pradarias aquáticas subtidais, recifes de coral, costas rochosas, costas arenosas, águas estuarinas, zonas intertidais, marismas intertidais, lagoas costeiras de água salgada, lagoas costeiras de água doce e sistemas cársticos.